# Людина з кіноапаратом
«Людина з кіноапаратом» (рос. Человек с кино-аппаратом) — український радянський німий документальний фільм Дзиґи Вертова 1929 року.
Фільм є одним із найголовніших маніфестів світового кіноавангарду. Британський кіноінститут (BFI) 2014 року, оприлюднив кінорейтинг, у якому фільм «Людина з кіноапаратом» визнано найвизначнішим документальним фільмом усіх часів.
Займає 3-ю позицію у списку 100 найкращих фільмів в історії українського кіно.

## Задум фільму
Фільм знято як хроніку одного дня з життя великого міста, зафіксовану кінокамерою-кінооком. Задум стрічки належить брату і колезі Вертова — оператору Михайлу Кауфману, який запропонував Дзизі Вертову створити «щоденник кінооператора» (цей фільм став останнім спільним проєктом талановитого творчого тандему).
Вертов пояснив, що це експериментальна робота спрямована на створення справжньої міжнародної абсолютної мови кіно на основі її повного відділення від мови театру та літератури.

## Історія створення

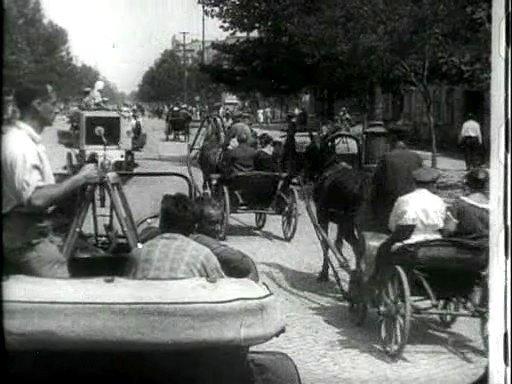
Знімальна група фільму «Людина з кіноапаратом»

Наприкінці 1920-х, коли внутрішньопартійна дискусія в ВКП(б) закінчилася розгромом опозиції та встановленням гегемонії Сталіна, керівництво партії розпочало наступ на пролетарське мистецтво, як таке, що не відповідає завданням часу. Вертов, нищівно критикований за «формалізм», втратив можливість знімати в РРФСР. Відтак режисер звернувся до керівництва Одеської кіностудії ВУФКУ, яке підтримало його радикальний кінозадум, відкинутий у Москві. Знімання стрічки розпочалося влітку 1928 року й відбувалося здебільшого в Одесі, але також у Харкові, Москві та Києві. Прем'єра фільму відбулася 6 січня 1929 року в Києві, 9 квітня в Москві та 12 травня в США.

## Технічні особливості
Згідно з естетичними настановами Вертова фільм знімався без сценарію. У «Людині з кіноапаратом» Вертов впровадив багаторічні досліди та теоретичні напрацювання у галузі операторського мистецтва та монтажу, використавши такі способи як уповільнене та прискорене знімання, подвійна експозиція, наїзди камери (Tracking shot), стоп-кадр, Match cut, Jump cut, Split screen, Dutch angle, екстремально великий план, лялькова анімація тощо й перетворив фільм на методологічний посібник з кінематографії для багатьох майбутніх режисерів. Дотримуючись концепції революційного мистецтва, спрямованого на пошук універсальної кіномови, у фільмі Вертов прагне досягти «чистого відтворення життя», зокрема його плинної ритмізованої структури суто кінематографічними засобами, без посередництва естетичного (художнього) досвіду.

## Сюжет
Камера талановитого оператора Михайла Кауфмана (брата Дзиґи Вертова) показує строкате життя радянських міст — Одеси, Харкова, Києва та Москви. Починається він заставками зі словами «Без допомоги написів», «Без допомоги сценарію» та «Без допомоги театру», тобто, він не дає коментарів до зображеного, а створено його без залучення акторів і декорацій, всі сцени не постановчі, а взяті зі справжнього життя.
Перші кадри показують кінооператора, що стоїть на величезній кінокамері. Він спускається в порожній зал кінотеатру, де самі собою розкладаються розкладні стільці. Туди заходять відвідувачі, ніби подивитися на цей же фільм. Починається концерт духового оркестру, що супроводжує німу кінострічку.
Ці кадри змінюються безлюдними поки що ранковими вулицями з архітектурою, вітринами магазинів. Дія переноситься в поїзд, де просинаються пасажири, просинається і місто. Двірники починають прибирання, робітники вмиваються, виїжджають з депо трамваї та автобуси, на заводах і фабриках запускаються верстати, відчиняються крамниці. Між тим додаються кадри, де знято як кінооператор фільмує реалії міст, демонструється процес монтажу кіноплівки.
У кадрі з'являються контрастні кадри: похоронів і весіль, могил і новонароджених. Далі показується буденне життя, передусім жінок: робітниць фабрик, друкарок тощо. Потім зображаються чоловічі професії: шахтарі, ливарі. Опівдні дія переноситься на пляж, люди засмагають, відвідують атракціони, займаються спортом.
Ближче до кінця фільму різні монотонні заняття порівнюються з музикою. Предмети в кадрі оживають, рухаються самі собою, зображення накладаються одні на одних. Знову видно людей в кінотеатрі та екран. Стрічка дедалі пришвидшується і врешті око кінооператора зникає за діафрагмою кіноапарата.

## Критика

### На початку
Фільм не був визнаний сучасниками одразу в час його виходу. Навпаки, працівники радянської кіноіндустрії закидали Вертову за його підхід, у якому форма переважає над змістом, що було власне наслідком його пошуку універсальної кіномови. Сергій Ейзенштейн навіть визначив фільм як «хуліганство камерою без ніякого сенсу». Фільм також був здебільшого відхилений і критиками Заходу. Британський документаліст Пол Рота сказав, що ставлення до Вертова «мало радше жартівливий характер, ніж як до режисера. Всі ці нарізки та епізоди, де одна камера знімає іншу, мали враження трюків і не сприймалися кіноспілкою шанобливо».

Темп фільму є швидшим понад в чотири рази аніж будь-який інший фільм 1929 року та вміщує приблизно 1775 окремих кадрів — це робить фільм складнішим для сприйняття пересічному глядачу. «Нью-Йорк таймс» писала:
The producer, Dziga Vertov, does not take into consideration the fact that the human eye fixes for a certain space of time that which holds the attention.

Продюсер, Дзиґа Вертов, не бере до уваги той факт, що людське око фіксує на обмежений проміжок часу те, на чому втримує увагу.

### Сучасність
Попри весь навал критики та нерозуміння, сьогодні фільм «Людина з кіноапаратом» визнано одним із найвищих досягнень світового кінематографа за підсумками опитування Sight & Sound у 2012 році. 2009 року відомий американський критик та сценарист Роджер Еберт написав:
It made explicit and poetic the astonishing gift the cinema made possible, of arranging what we see, ordering it, imposing a rhythm and language on it, and transcending it.

Він [фільм] зробив виразним і поетичним той дивовижний дар, який зробив можливим кіно, упорядковуючи те, що ми бачимо, командуючи ним, нав'язуючи йому ритм і мову, і виводячи за рамки.
Довженко-Центр зробив сучасний музичний супровід до «Людини з кіноапаратом». Фільм доступний до перегляду в онлайн-кінотеатрі Довженко-Центру.

## Цікаві факти

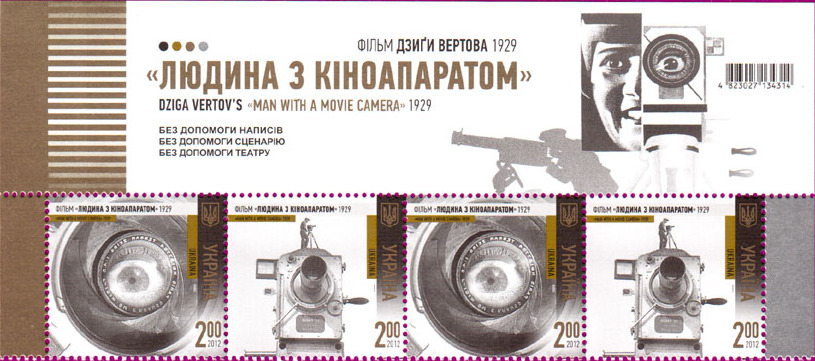
Лист марок Укрпошти «Фільм „Людина з кіноапаратом“. 1929», 2012 р.

- «Людина з кіноапаратом» став останнім німим фільмом Дзиґи Вертова.
- 2001 року організатори фестивалю Porto European City of Culture 2001 запропонували британському музичному гурту «The Cinematic Orchestra» написати музику до фільму Дзиґи Вертова «Людина з кіноапаратом». Офіційний реліз альбому «Man with a Movie Camera», для якого музичний супровід фільму розбито на 17 треків, відбувся 2003 року. Десятий трек альбому має назву Odessa.
- Влітку 2010 року «Людина з кіноапаратом» вперше була показана в Одесі, де фільмувалася, в рамках фестивалю німого кіно та сучасної музики «Німі ночі».
- Журнал Entertainment Weekly в жовтні 2010 року оприлюднив список з 12 документальних стрічок, які змінили світ. 11-те місце в рейтингу посів фільм Дзиґи Вертова «Людина з кіноапаратом».
- З 1952 року щодесять років журнал «Sight & Sound» поширює рейтинги найвизначніших ігрових фільмів всіх часів за результатами опитувань сотень кінопрофесіоналів з усього світу.

У цьому ж рейтингу, в якому не розрізнювались ігрові та неігрові фільми, «Людина з кіноапаратом» посіла 8 місце серед фільмів всіх часів, що й спонукало BFI запровадити окремий рейтинг документальних фільмів.
- 2012 року, Укрпошта випустила художню марку «Фільм „Людина з кіноапаратом“. 1929».
- У 2014 році стрічка «Людина з кіноапаратом» (1929) Дзиґи Вертова посіла першу сходинку найавторитетнішого кінорейтингу, який оприлюднив Британський кіноінститут (BFI). З понад 200 критиків і 100 фільммейкерів з усього світу, які взяли участь у складанні цього рейтингу, 110 назвали найкращим документальним фільмом всіх часів українську радянську стрічку. Повний рейтинг голосування по 50 найвидатнішим документальним стрічкам всіх часів було оприлюднено в вересневому номері журналу «Sight & Sound».
- Саундтрек до оновленої версії фільму створив композитор та електронний музикант Антон Дегтярьов, також відомий під псевдонімом Ptakh[3]